# Nils Evert Englund
Nils Evert Englund, född 11 april 1906 i Sveden, Valbo socken, död 2 juli 1945 i Gävle, var en svensk journalist.
Nils Evert Englund avlade studentexamen vid Gävle högre allmänna läroverk 1924 och blev därefter student vid Uppsala universitet, där han 1937 avlade en filosofie kandidatexamen. Englund var 1927–1929 anställd som journalist vid Norrlands-Posten, 1929 vid Gefle Dagblad, 1929–1939 åter vid Norrlands-Posten och därefter 1939–1945 vid Arbetarbladet. Han är begravd på Gamla kyrkogården i Gävle.